# David Bisbal
David Bisbal (Almería, Spanyolország, 1979. június 5.) az egyik leghíresebb spanyol popénekes, aki mára a dél-amerikai országokban is rendkívüli népszerűségnek örvend. Hírnevét az Operación Triunfo (a Megasztár spanyol változata) 2001-es változatának köszönheti. Habár csupán a második helyen végzett Rosa mögött, mégis ő a leghíresebb az akkori gárdából. Eddig három albuma és huszonöt kislemeze jelent meg.

## Kezdetek
Korán otthagyta az iskolát, hiszen mindig is énekelni szeretett volna. Kisebb zenés és táncos meghallgatások után 2001-ben jelentkezett a spanyol Operación Triunfo első szériájába, ahová tizenhat társával együtt be is jutott a fináléba. A fődíj a 2002-es Eurovíziós Dalfesztiválon való indulás joga volt. Ugyan, csak a második helyen végzett Rosa López mögött, több társával együtt ott lehettek a megmérettetésen, mint háttérénekesek. Számuk címe Europe’s living a celebration volt, és a hetedik helyen végeztek.

## Karrier
2002. október 15-én megjelent első albuma, Corazón Latino (Latin szív) címmel. Barcelonaban, New Yorkban és Miamiban vették fel, és Kike Santander volt az album zeneszerzője. Az album első kislemeze az Ave María volt 2002. május 13.-án jelent meg először és a nyár egyik slágere lett akkoriban. A dalt a Corazón latino követte ez év július 1-én és utána a Lloraré las penas (Sírni fogok a fájdalmaktól), ami július 22.-én jelent meg. Az album tizenháromszoros platinalemez lett Spanyolországban, egyszeres platinalemez lett Mexikóban, Venezuelaban és Panamaban a többi latin-amerikai országban aranylemez lett.
2003 szeptemberében Latin-Grammy díjat nyert Legjobb Új Előadó kategóriában.  
2004-ben jelent meg a Bulería című albuma, amit szintén Kike Santander produceri segítségével jelentetett meg. Hasonló sikereket ért el vele Spanyolországban, mint a bemutatkozó albumával, ám ezzel az lemezzel már Latin-Amerikában is akkora sikereket ért el, hogy ebben az időben ő lett a legtöbb albumot eladó spanyol énekes. A címadó dal máig az egyik legismertebb dala. 
2005-ben kiadta első koncert dvd-jét, a Todo por Ustedes-t, ami amerikai, latin-amerikai és spanyol koncertjeinek felvételeiből készült.
Harmadik nagylemeze 2006 őszére készült el, hiszen október 3-án megjelent a Premonición. Még a megjelenés hetében ötszörös albummá vált Spanyolországban, több mint 400.000 példányt adtak el belőle.
2008 decemberében megjelent a Premonición Live DVD, ami az ugyanazon év szeptemberében, Barcelonában előadott koncertjén vettek fel. Ez a csomag tartalmazta a koncert felvételét, egy extrákkal ellátott dvd-t, a címadó albumot, illetve egy olyan albumot, amin előző számok újrahangszerelt változatai mellett feldolgozások és egy duett is helyt kapott. Ez a szám volt az I hate that I love you, amit Rihannával énekel, hol angolul, hol spanyolul.
Három évvel később, 2009. október 20-án megjelent negyedik stúdióalbuma, a Sin Mirar Atrás, melynek bemutatkozó kislemeze az Esclavo de sus besos. A stúdiómunkálatok azonban a tervezetthez képest később fejeződtek be, hiszen időközben ismeretlen tettes feltörte Bisbal e-mail rendszerét, aminek segítségével folyamatosan küldte kiadójához az időközben elkészült dalokat.

## Sikerek
Eddig 4 millió eladott lemeznél tart, 30 platina-, és 15 aranylemeznél. A 2003-as Latin Grammy díjkiosztón együtt énekelt Jessica Simpsonnal, Közösen adták elő angol és spanyol nyelven Robbie Williams nagy sikerű számát, az Angels-t. 2005-ben Joana Zimmerrel, a híres német énekessel közösen készítik elő egy német film betétdalát, a Let’s make history-t. 2008-ban közös duettet énekelt Rihannával, címe Hate that i love you. 2009-ben a negyedik albumán szerepel egy újabb duett, amit a legjúabb angol üdvöskével, Pixie Lott-tal énekel szintén angol és spanyol nyelven, ez a Sufriras.

## Magánélet
2010. február 15-én Miamiban megszületett első gyermeke, aki az Ella Bisbal Tablada nevet kapta. A 3100 grammos csöppség Elena és David első közös gyermeke.

## Albumok
- 2002: Corazón Latino
- 2004: Bulería
- 2005: Todo por Ustedes (élő)
- 2006: Premonición
- 2007: Premonición Live (élő)
- 2009: Sin Mirar Atrás
- 2011: Una Noche En El Teatro Real (Acústico)
- 2012: Live At The Royal Albert Hall
- 2014: Tú Y Yo
- 2015:Tú Y Yo En Vivo (koncert)
- 2016: Hijos Del Mar

## Maxik
- 2002:

Corazón Latino
Ave Maria
Lloraré las penas
Dígale
Quiero perderme en tu cuerpo
Como Será
- 2004:

Bulería
Oye el boom
Desnúdate mujer
Camina y ven
Me durrumbo
Cómo olvidar
Esta Ausencia
- 2005:

Todo por Ustedes
Let’s make history
- 2006:

Quien me iba a decir
Silencio
Soldado de papel
Amar es lo que quiero
Torre de babel
Premonición
- 2007

Hate that i love you
- 2009

Esclavo de sus besos
Mi princesa

## Külső hivatkozások
- David Bisbal hivatalos oldala
- IMDb
- David Bisbal Hungary (magyar rajongói oldal)